# Марджанишвили (станция метро)
Марджанишви́ли (груз. მარჯანიშვილი) — станция тбилисского метрополитена, Ахметели-Варкетилинской линии.
Находится на площади Марджанишвили на перекрёстке улицы Марджанишвили и проспекта Давида Агмашенебели.
Строительство станции первой очереди Тбилисского метрополитена началось в начале 1950-х годов. Подземные трассы от станции прокладывала бригада проходчиков под руководством Героя Социалистического Труда Кузьмы Васильевича Любавского. Открыта 11 января 1966 года.
Названа в честь Константина Марджанишвили.
Наклонный ход эскалатора оборудован 3-мя эскалаторами типа ЭМ-5.5, старейшими в Тбилиси.

Скульптурный портрет К. Марджанишвили в подземном вестибюле станции
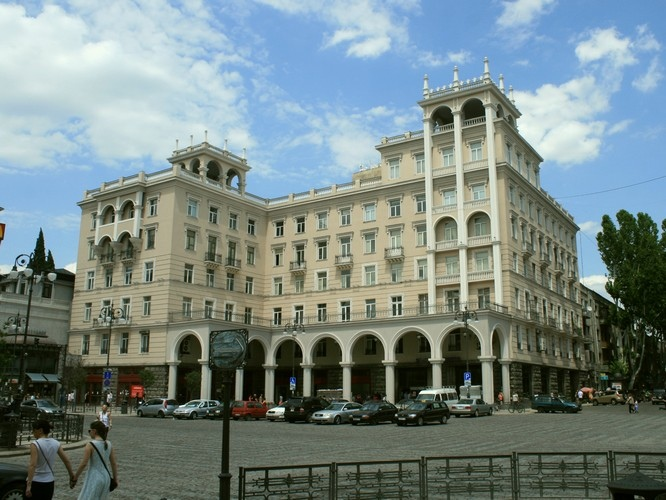
Наземный вестибюль станции встроен в административное здание